# Medal Służby w Afryce
Medal Służby w Afryce (ang. Africa Service Medal) – medal kampanii południowoafrykańskiej za służbę podczas II wojny światowej, jako dodatkowy medal do brytyjskich gwiazd wydanych za wojnę. Ustanowiony przez Króla Jerzego VI, kiedy był głową Południowej Afryki, 23 grudnia 1943 roku.

## Zasady nadawania
Medal był przyznawany członkom zjednoczonych sił zbrojnych, południowoafrykańskiej policji i południowoafrykańskiej policji kolejowej.
Aby się zakwalifikować do medalu, członek tych służb musiał być ochotnikiem do służby spoza Afryki Południowej i musiał służyć nieprzerwanie 30 dni lub pracować w niepełnym wymiarze w sumie 18 godzin, między 6 września 1939 i 2 września 1945.
Jak wskazuje nazwa, medal przeznaczony był w zasadzie dla służby w Afryce, aż do klęski sił osi w północnej Afryce w 1943 r. ale później uprawnienia zostały rozszerzone na służbę gdziekolwiek na świecie do zakończenia wojny.

## Opis medalu
Medal wykonany ze srebra.
Awers: przedstawia mapę Afryki otoczoną nazwą medalu po angielsku i afrykanersku;
Rewers: przedstawia wizerunek brykającej po równinie antylopy springbok – narodowego symbolu Południowej Afryki.
Wstążka to środkowy pas pomarańczowo-czerwony (kolor odznaki na ramieniu munduru południowoafrykańskich wolontariuszy) otoczony pasami zielonym i złotym.